# Snowboard-Weltmeisterschaften 2015
Die 11. Snowboard-Weltmeisterschaften fanden vom 15. bis 25. Januar 2015 am Kreischberg (Österreich) statt. Sie wurde gleichzeitig mit den Freestyle-Skiing-Weltmeisterschaften abgehalten, somit gab es im Jahr 2015 erstmals eine „Doppel-WM“ aus Freestyle-Skiing und Snowboard.

## Zuschlag 2010
Im Juni 2010 vergab der Internationale Skiverband (FIS) im Rahmen seines Kongresses in Antalya (Türkei) die gemeinsamen Weltmeisterschaften an die Delegation des Kreischbergs. Diese war als erste Organisation mit der Idee in die Bewerbung gegangen, eine Doppel-WM zu veranstalten. Als Veranstalter der WM 2015 fungiert der Österreichische Skiverband (ÖSV).

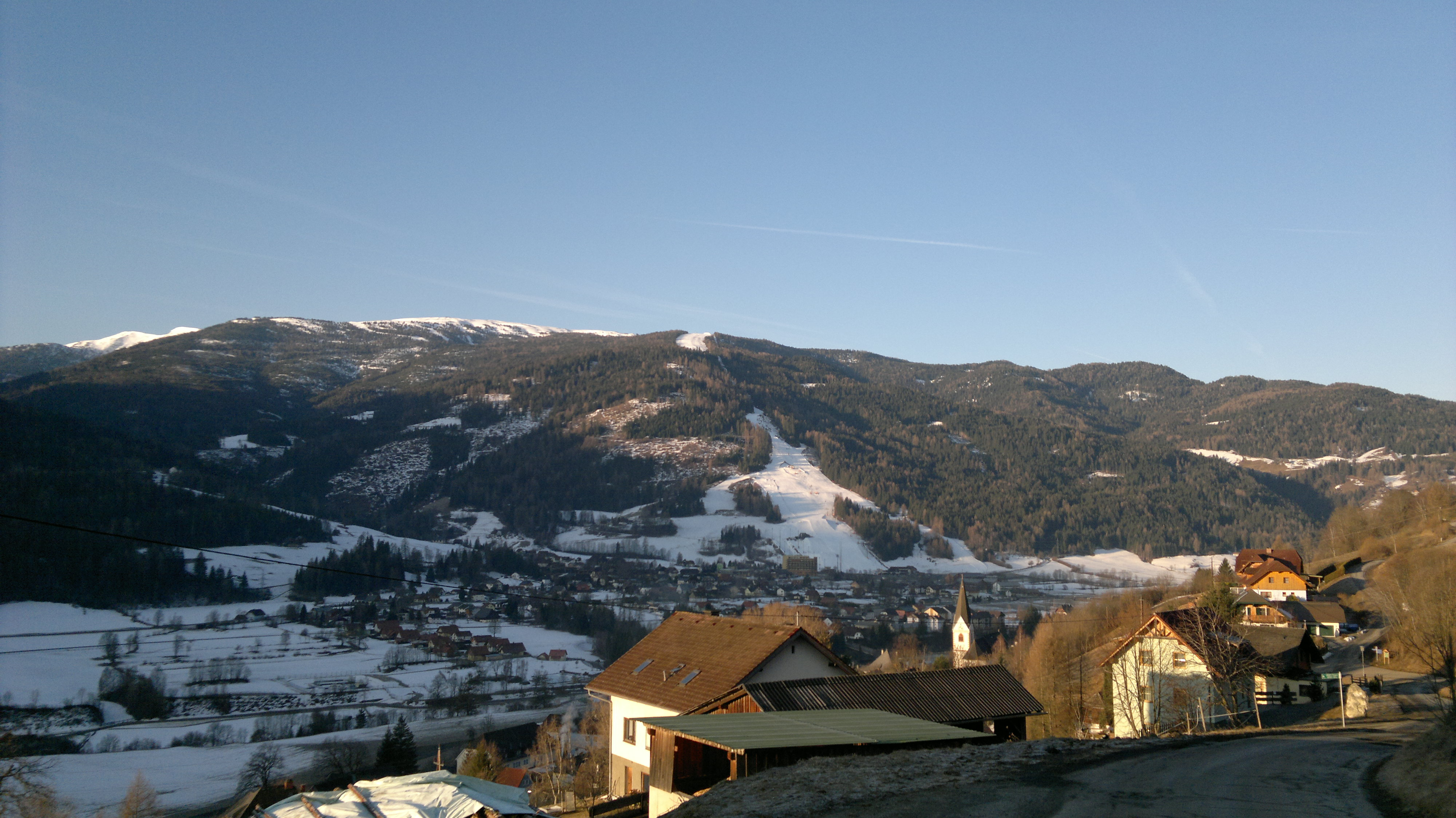
Blick auf den Kreischberg

## Organisation
Aufgrund der großen Anzahl der Bewerbe fanden die Parallelrennen der alpinen Snowboarder (PGS und PSL) am Lachtal statt.
Der Big-Air-Contest wurde erstmals auch für die Frauen veranstaltet.

Mehr als 1.000 Teilnehmer aus ca. 60 Nationen wurden in diesem Zeitraum im Murtal erwartet.

## Programm der WM
Insgesamt wird es 24 Medaillenentscheidungen, davon 12 im Freestyle-Skiing und 12 im Snowboarding, in folgenden Disziplinen geben.
| Freestyle-Skiing - Single Moguls - Dual Moguls - Halfpipe - Aerials - Ski Slopestyle - Skicross | Snowboard - Parallel-Riesenslalom (Lachtal) - Parallelslalom (Lachtal) - Halfpipe - Slopestyle - Snowboardcross - Big Air |

### Zeitplan
- 15. Jänner 2015: Aerials
- 16. Jänner 2015: Snowboardcross
- 17. Jänner 2015: Snowboard Halfpipe
- 18. Jänner 2015: Single Moguls
- 19. Jänner 2015: Dual Moguls
- 21. Jänner 2015: Snowboard und Ski Slopestyle
- 22. Jänner 2015: Snowboard PSL (Lachtal) bzw. Ski Halfpipe
- 23. Jänner 2015: Snowboard PGS (Lachtal)
- 24. Jänner 2015: Big Air
- 25. Jänner 2015: Skicross

## Ergebnisse

### Frauen

#### Snowboardcross
Am Snowboardcross der Frauen nahmen 30 Frauen aus 14 Ländern teil. Die Zeitbesten 16 erreichten das Viertelfinale. Die ersten beiden der vier Viertelfinalläufe erreichten das Halbfinale und die jeweils Besten wiederum das Finale Big Final. Die Halbfinalteilnehmer, die nicht das Finale erreichten, starteten im Small Final um die Plätze 5 bis 8.
| Platz | Land       | Sportler            |
| ----- | ---------- | ------------------- |
| 1     | USA        | Lindsey Jacobellis  |
| 2     | Frankreich | Nelly Moenne-Loccoz |
| 3     | Italien    | Michela Moioli      |
| 4     | Bulgarien  | Aleksandra Schekowa |
| 5     | Kanada     | Dominique Maltais   |
| 6     | Tschechien | Eva Samková         |
| 7     | Australien | Belle Brockhoff     |
| 8     | Frankreich | Charlotte Bankes    |

| Qualifikation: 15. Jänner   |
| Platzierung: 16. Jänner     |
| Maria Ramberger (10.)       |
| Sandra Daniela Gerber (15.) |
| Susanne Moll (17.)          |
| Émilie Aubry (25.)          |
| Katharina Neussner (27.)    |

#### Halfpipe
An der Qualifikation für die Finalrunde nahmen 22 Boarderinnen aus 13 Ländern teil. Sechs von ihnen qualifizierten sich für den finalen Wettbewerb um die Medaillen.
| Platz | Land       | Sportler          |
| ----- | ---------- | ----------------- |
| 1     | China      | Cai Xuetong       |
| 2     | Spanien    | Queralt Castellet |
| 3     | Frankreich | Clémence Grimal   |
| 4     | Japan      | Hikaru Ōe         |
| 5     | Frankreich | Sophie Rodriguez  |
| 6     | Australien | Torah Bright      |

| Qualifikation: 16. Jänner |
| Finale: 17. Jänner        |
| Verena Rohrer (9.)        |

#### Slopestyle
Am Slopestyle-Bewerb der Frauen nahmen 31 Sportlerinnen aus 19 Ländern teil. Sie traten zunächst in zwei Läufen in zwei Gruppen an. Die beiden Zeitbesten jeder Gruppe erreichten direkt das Finale. Die Athletinnen auf den Plätzen 3 bis 5 kamen ins Halbfinale, wo sich die beiden besten ebenfalls für das Finale qualifizierten. Im Finale trat die wegen eines Sturzes beim Aufwärmen verletzte Ungarin Anna Gyarmati aber nicht an, so dass die Medaillen und Plätze in zwei Läufen ohne sie ermittelt wurden.
| Platz | Land       | Sportler        |
| ----- | ---------- | --------------- |
| 1     | Japan      | Miyabi Onitsuka |
| 2     | Österreich | Anna Gasser     |
| 3     | Slowakei   | Klaudia Medlová |
| 4     | Schweiz    | Sina Candrian   |
| 5     | Kanada     | Jenna Blasman   |
| 6     | Ungarn     | Anna Gyarmati   |

| Qualifikation: 19. Jänner |
| Finale: 21. Jänner        |
| Silvia Mittermüller (14.) |
| Elena Könz (18.)          |
| Lia-Mara Bösch (22.)      |

#### Parallelslalom
In diesem Wettbewerb traten 43 Frauen aus 19 Nationen an. In einer ersten Qualifikation wurde das Teilnehmerfeld auf 32 reduziert. In direkten Ausscheiden erreichten die jeweiligen Laufgewinnerinnen das Achtel-, Viertel- und Halbfinale. Die Verliererinnen des Halbfinales fuhren im Small Final um die Bronzemedaille, während die Gewinnerinnen im Big Final um die Goldmedaille kämpften.
| Platz | Land        | Sportler                |
| ----- | ----------- | ----------------------- |
| 1     | Tschechien  | Ester Ledecká           |
| 2     | Österreich  | Julia Dujmovits         |
| 3     | Österreich  | Marion Kreiner          |
| 4     | Deutschland | Selina Jörg             |
| 5     | Russland    | Aljona Sawarsina        |
| 6     | Schweiz     | Julie Zogg              |
| 7     | Deutschland | Amelie Kober            |
| 8     | Russland    | Jekaterina Tudegeschewa |

| Datum: 22. Jänner       |
| Patrizia Kummer (9.)    |
| Ina Meschik (10.)       |
| Sabine Schöffmann (14.) |
| Anke Karstens (18.)     |
| Ladina Jenny (19.)      |
| Isabella Laböck (31.)   |
| Stefanie Müller (DSQ)   |

#### Parallel-Riesenslalom
In diesem Wettbewerb traten 43 Frauen aus 19 Nationen an. In einer ersten Qualifikation wurde das Teilnehmerfeld auf 32 reduziert. In direkten Ausscheiden erreichten die jeweiligen Laufgewinnerinnen das Achtel-, Viertel- und Halbfinale. Die Verliererinnen des Halbfinales fuhren im Small Final um die Bronzemedaille, während die Gewinnerinnen im Big Final um die Goldmedaille kämpften.
| Platz | Land       | Sportler         |
| ----- | ---------- | ---------------- |
| 1     | Österreich | Claudia Riegler  |
| 2     | Russland   | Aljona Sawarsina |
| 3     | Japan      | Tomoka Takeuchi  |
| 4     | Schweiz    | Julie Zogg       |
| 5     | Tschechien | Ester Ledecká    |
| 6     | Österreich | Marion Kreiner   |
| 7     | Schweiz    | Patrizia Kummer  |
| 8     | Kanada     | Marianne Leeson  |

| Datum: 23. Jänner       |
| Selina Jörg (11.)       |
| Sabine Schöffmann (12.) |
| Julia Dujmovits (13.)   |
| Isabella Laböck (14.)   |
| Amelie Kober (15.)      |
| Anke Karstens (16.)     |
| Stefanie Müller (22.)   |
| Ladina Jenny (24.)      |
| Cheyenne Loch (29.)     |

#### Big Air
Beim Big Air der Frauen traten 15 Frauen aus 9 Ländern an. Sechs von ihnen hatten sich für das Finale qualifiziert.
| Platz | Land      | Sportler        |
| ----- | --------- | --------------- |
| 1     | Schweiz   | Elena Könz      |
| 2     | Finnland  | Merika Enne     |
| 3     | Schweiz   | Sina Candrian   |
| 4     | Slowakei  | Klaudia Medlová |
| 5     | Schweiz   | Lia-Mara Bösch  |
| 6     | Slowenien | Urška Pribošič  |

| Qualifikation: 23. Jänner |
| Finale: 24. Jänner        |
| Silvia Mittermüller (11.) |

### Männer

#### Snowboardcross
Für den Cross-Wettbewerb der Herren hatten 52 Starter gemeldet, von denen 51 antraten. 32 von ihnen erreichten mit der Qualifikation das Achtelfinale. Die ersten beiden jedes Laufes erreichten die nächste Runde. 16 Crosser kamen ins Viertelfinale. Die besten Acht erreichten das Vor-Finale. Die Erst- und Zweitplatzierten der beiden Durchgänge erreichten das Big Final um die Medaillen, die anderen das Small Final um die Plätze 5 bis 8.
| Platz | Land       | Sportler            |
| ----- | ---------- | ------------------- |
| 1     | Italien    | Luca Matteotti      |
| 2     | Kanada     | Kevin Hill          |
| 3     | USA        | Nick Baumgartner    |
| 4     | USA        | Nate Holland        |
| 5     | Österreich | Alessandro Hämmerle |
| 6     | Australien | Alex Pullin         |
| 7     | Spanien    | Laro Herrero        |
| 8     | Andorra    | Lluís Marín Tarroch |

| Qualifikation: 15. Jänner |
| Finale: 16. Jänner        |
| Julian Lüftner (10.)      |
| Paul Berg (11.)           |
| Konstantin Schad (19.)    |
| Markus Schairer (32.)     |

#### Halfpipe
Am Halfpipe-Wettbewerb der Herren nahmen 41 Starter aus 15 Ländern teil. Die 10 besten erreichten die Finalrunde.
| Platz | Land       | Sportler            |
| ----- | ---------- | ------------------- |
| 1     | Australien | Scott James         |
| 2     | China      | Yiwei Zhang         |
| 3     | Slowenien  | Tim-Kevin Ravnjak   |
| 4     | Schweiz    | Iouri Podladtchikov |
| 5     | Japan      | Taku Hiraoka        |
| 6     | Australien | Kent Callister      |
| 7     | Schweiz    | Christian Haller    |
| 8     | Südkorea   | Lee Kwang-ki        |
| 9     | Schweiz    | David Hablützel     |
| 10    | Schweiz    | Jan Scherrer        |

| Qualifikation: 16. Jänner |
| Finale: 17. Jänner        |
| Johannes Höpfl (27.)      |

#### Slopestyle
Am Slopestyle-Bewerb der Männer nahmen 49 Snowboarder aus 19 Ländern teil. Sie traten zunächst in zwei Läufen in zwei Gruppen an. Die vier Zeitbesten jeder Gruppe erreichten direkt das Finale. Die Athleten auf den Plätzen 5 bis 8 kamen ins Halbfinale, wo zwei von ihnen den Sprung ins Finale schafften. In wiederum zwei Läufen wurden die Medaillen und Plätze vergeben.
| Platz | Land       | Sportler           |
| ----- | ---------- | ------------------ |
| 1     | USA        | Ryan Stassel       |
| 2     | Finnland   | Roope Tonteri      |
| 3     | USA        | Kyle Mack          |
| 4     | Kanada     | Darcy Sharpe       |
| 5     | Schweiz    | Jonas Bösiger      |
| 6     | Kanada     | Michael Ciccarelli |
| 7     | Tschechien | Jan Nečas          |
| 8     | Österreich | Philipp Kundratitz |
| 9     | Schweden   | Måns Hedberg       |
| 10    | Irland     | Seamus O’Connor    |

| Qualifikation: 19. Jänner   |
| Finale: 21. Jänner          |
| Lucien Koch (27.)           |
| Lucas Baume (33.)           |
| Mathias Weissenbacher (38.) |
| Florian Prietl (43.)        |

#### Parallelslalom
In diesem Wettbewerb traten 52 Männer aus 19 Nationen an. In einer ersten Qualifikation wurde das Teilnehmerfeld auf 32 reduziert. In direkten Ausscheiden erreichten die jeweiligen Laufgewinner das Achtel-, Viertel- und Halbfinale. Die Verlierer des Halbfinales fuhren im Small Final um die Bronzemedaille, während die Gewinner im Big Final um die Goldmedaille kämpften.
| Platz | Land       | Sportler           |
| ----- | ---------- | ------------------ |
| 1     | Italien    | Roland Fischnaller |
| 2     | Russland   | Andrei Sobolew     |
| 3     | Slowenien  | Rok Marguč         |
| 4     | Italien    | Aaron March        |
| 5     | Slowenien  | Žan Košir          |
| 6     | Österreich | Lukas Mathies      |
| 7     | Russland   | Vic Wild           |
| 8     | Italien    | Mirko Felicetti    |

| Kaspar Flütsch (9.)      |
| Benjamin Karl (10.)      |
| Andreas Prommegger (12.) |
| Stefan Baumeister (15.)  |
| Daniel Weis (16.)        |

| Silvan Flepp (17.)        |
| Alexander Bergmann (19.)  |
| Patrick Bussler (20.)     |
| Sebastian Kislinger (21.) |
| Nevin Galmarini (DSQ)     |

#### Parallel-Riesenslalom
| Platz | Land       | Sportler           |
| ----- | ---------- | ------------------ |
| 1     | Russland   | Andrei Sobolew     |
| 2     | Slowenien  | Žan Košir          |
| 3     | Österreich | Benjamin Karl      |
| 4     | Russland   | Waleri Kolegow     |
| 5     | Kanada     | Jasey-Jay Anderson |
| 6     | Österreich | Anton Unterkofler  |
| 7     | Russland   | Vic Wild           |
| 8     | Slowenien  | Rok Flander        |

| Lukas Mathies (10.)       |
| Patrick Bussler (13.)     |
| Nevin Galmarini (15.)     |
| Alexander Bergmann (19.)  |
| Sebastian Kislinger (23.) |

| Kaspar Flütsch (31.)    |
| Silvan Flepp (34.)      |
| Stefan Baumeister (35.) |
| Daniel Weis (43.)       |

#### Big Air
Beim Big Air der Männer traten 47 Starter aus 18 Ländern an. Die Teilnehmer waren in zwei Gruppen eingeteilt, von denen nur die jeweils fünf Besten für den Finallauf qualifiziert waren. Hierbei kam es dazu, dass der Österreicher Philipp Kundratitz sich nicht qualifizieren konnte, obwohl er als Sechster seiner Gruppe mit seinen beiden Läufen jeweils mehr Punkte erzielte als zwei Qualifizierte der anderen Gruppe in ihrem jeweils besseren Lauf.
| Platz | Land                   | Sportler           |
| ----- | ---------------------- | ------------------ |
| 1     | Finnland               | Roope Tonteri      |
| 2     | Kanada                 | Darcy Sharpe       |
| 3     | USA                    | Kyle Mack          |
| 4     | Schweiz                | Lucien Koch        |
| 5     | Kanada                 | Michael Ciccarelli |
| 6     | Schweden               | Niklas Mattsson    |
| 7     | Vereinigtes Königreich | Billy Morgan       |
| 8     | Finnland               | Ville Paumola      |
| 9     | Schweden               | Måns Hedberg       |
| 10    | Russland               | Anton Mamajew      |

| Qualifikation: 23. Jänner   |
| Finale: 24. Jänner          |
| Philipp Kundratitz (11.)    |
| Jonas Bösiger (16.)         |
| Patrick Burgener (17.)      |
| Alois Lindmoser (33.)       |
| Clemens Millauer (33.)      |
| Carlos Gerber (42.)         |
| Mathias Weissenbacher (45.) |

## Medaillenspiegel
| Platz  | Land       |    |    |    |    |
| ------ | ---------- | -- | -- | -- | -- |
| 1      | USA        | 2  | –  | 3  | 5  |
| 2      | Italien    | 2  | –  | 1  | 3  |
| 3      | Österreich | 1  | 2  | 2  | 5  |
| 4      | Russland   | 1  | 2  | –  | 3  |
| 4      | Finnland   | 1  | 2  | –  | 3  |
| 6      | China      | 1  | 1  | –  | 2  |
| 7      | Japan      | 1  | –  | 1  | 2  |
| 7      | Schweiz    | 1  | –  | 1  | 2  |
| 9      | Australien | 1  | –  | –  | 1  |
| 9      | Tschechien | 1  | –  | –  | 1  |
| 11     | Kanada     | –  | 2  | –  | 2  |
| 12     | Slowenien  | –  | 1  | 2  | 3  |
| 13     | Frankreich | –  | 1  | 1  | 2  |
| 14     | Spanien    | –  | 1  | –  | 1  |
| 15     | Slowakei   | –  | –  | 1  | 1  |
| Gesamt | Gesamt     | 12 | 12 | 12 | 36 |